# Merem Wouro Hidji
Merem Wouro Hidji (ou Merem Ouro Idji) est une localité du Cameroun située dans l'arrondissement de Dargala, le département du Diamaré et la région de l’Extrême-Nord. Elle fait partie du lawanat de Kahéo.

## Population
En 1975, la localité comptait 33 habitants, des Peuls.
Lors du recensement de 2005, on y a dénombré 105 personnes.